# La Livinière
La Livinière är en kommun i departementet Hérault i regionen Occitanien i södra Frankrike. Kommunen ligger i kantonen Olonzac som tillhör arrondissementet Béziers. År 2022 hade La Livinière 526 invånare.

## Befolkningsutveckling
Antalet invånare i kommunen La Livinière
Referens:INSEE